# Хаскала

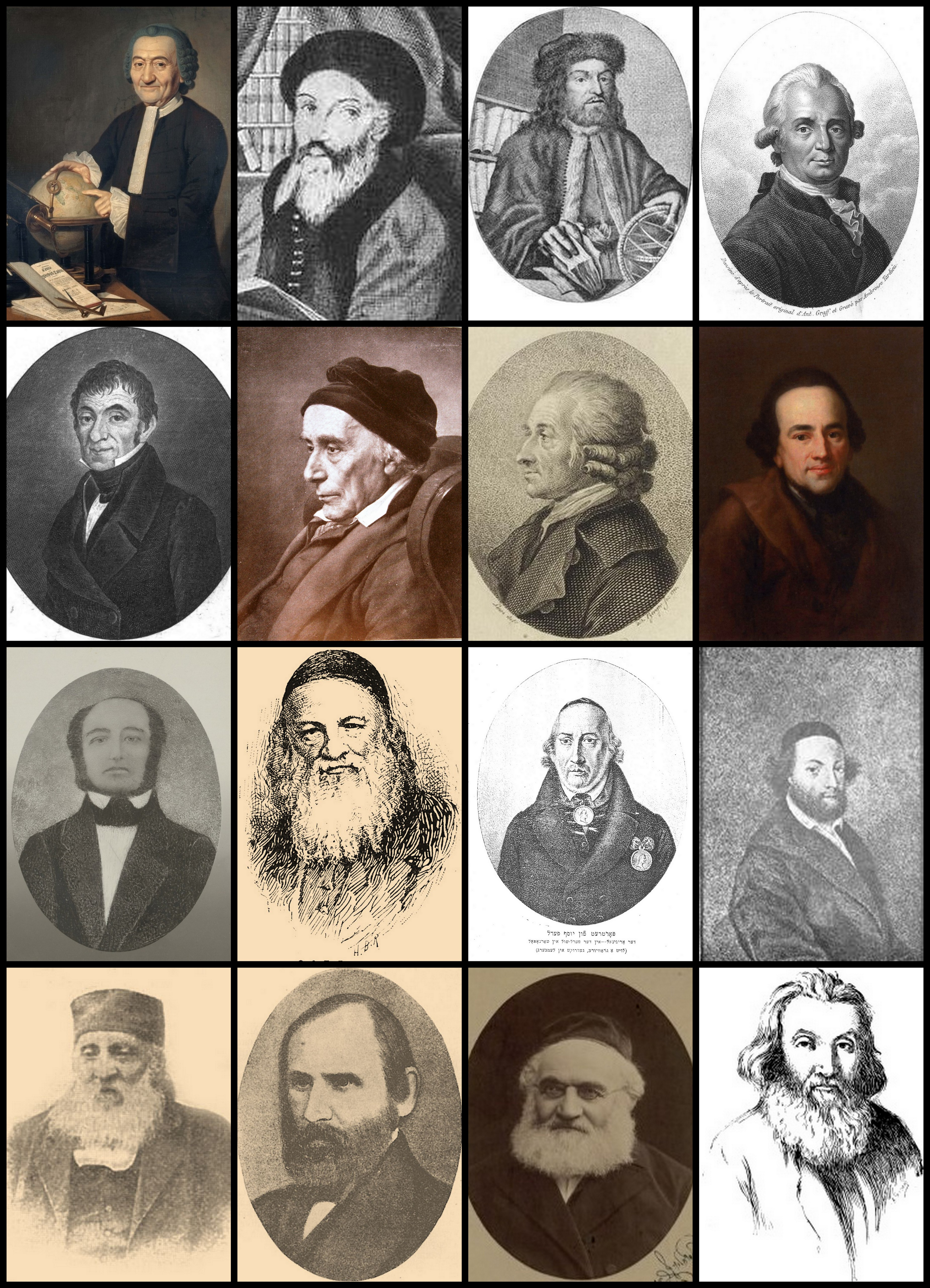
1. Ранняя Хаскала: Рафаил Леви Ганновер • Соломон Дубно • Тобиас Кон • Маркус Элиезер Блох
2., Берлин: Шалом Коган • Давид Фридлендер • Нафтали Герц Вессели • Мозес Мендельсон
3. Австрия и Галиция: Иуда Лейб Мизес • Соломон Иегуда Лейб Рапопорт • Иосиф Перль • Барух Йейтелес
4. Россия: Авраам-Бер Готлобер • Авраам бен-Иекутиель Мапу • Самуил-Иосиф Финн • Исаак Бер Левинзон

Хаскала́, аскала́ (ивр. השכלה‎; гаскала, — просвещение от сехель — здравый смысл, интеллект), еврейское просвещение — движение, возникшее в среде евреев Европы во второй половине XVIII века, которое выступало за принятие ценностей Просвещения, большую интеграцию в европейское общество и рост образования в области светских наук, иврита и истории еврейского народа. «Хаскала» в этом смысле обозначает начало движения по включению евреев Европы в светскую жизнь, приведшего к созданию первых еврейских политических объединений и борьбе за отмену дискриминационных законов (Эмансипация евреев).
Инициатором движения «Хаскала» считается Мозес Мендельсон. Его выступление «Что такое просвещение?» (нем. Was ist Aufklärung?) в 1784 г. инициировало дискуссию о просвещении в конце XVIII века в Германии. Он был тем, кто «взломал лёд предубеждений» против евреев и проложил им путь из отчуждённого мира гетто к общемировым ценностям.
Мендельсон никогда не призывал евреев к религиозной ассимиляции. Сам он всегда оставался верующим иудеем, открытым вместе с тем веяниям современного мира и достижениям цивилизации. Противоречия мировоззрения Мендельсона отразились в противоречиях движения «Хаскала» — этого важного и необходимого этапа в истории еврейского народа, с одной стороны, приведшего к росту ассимиляторских тенденций в еврействе, а с другой — посеявшего семена его национального возрождения.
Ученики Мендельсона — деятели берлинской «Хаскалы» — пошли гораздо дальше него в своей готовности отказаться от еврейских традиций и религиозных предписаний. К концу XVIII века в их кругу сложилось мнение, что соблюдение религиозных предписаний утратило смысл и человечество может объединиться на основе деизма или «естественной религии». Этим была подготовлена почва для массового отхода от иудаизма представителей высших слоев еврейства Западной и Центральной Европы.
В более узком смысле «Хаскала» может также обозначать изучение священных текстов, а также поэзии, научной и критической литературы на иврите. Термин иногда используется для описания современных подходов к критическому изучению религиозных книг, таких как Мишна и Талмуд, в тех случаях, когда требуется подчеркнуть отличия этих современных подходов от тех, которые используют ортодоксальные иудеи.
Приверженцы просветительского движения «Хаскала» именуются «маскилим».